# جيمس ماكفرسون
جيمس ماكفرسون (بالإنجليزية: James M. McPherson)‏ (و. 1936 – م) هو مؤرخ، وبروفيسور (أستاذ جامعي) من الولايات المتحدة الأمريكية ولد في فالي سيتي.

## التعليم
تعلم في جامعة جونز هوبكينز.

## جوائز
حصل على جوائز منها زمالة غوغنهايم، وزمالة ماك آرثر، وجائزة بوليتزر عن فئة الأعمال التاريخية.

## روابط خارجية
- جيمس ماكفرسون على موقع IMDb (الإنجليزية)
- جيمس ماكفرسون على موقع إن إن دي بي (الإنجليزية)
- جيمس ماكفرسون على موقع ديسكوغز (الإنجليزية)